# Église Saint-Pierre de Montreuil
Pour les articles homonymes, voir Église Saint-Pierre.
L'église Saint-Pierre est une église catholique située à Montreuil dans le département français d'Eure-et-Loir, en région Centre-Val de Loire.

## Historique
L'édifice est inscrit au titre des monuments historiques en 1988.